# ایوان پالوچ
ایوان پالوچ (اسلواکی: Ivan Palúch; ۲۰ ژوئن ۱۹۴۰ – ۳ ژوئیهٔ ۲۰۱۵) بازیگر اهل اسلواکی بود.
از فیلم‌ها یا برنامه‌های تلویزیونی که وی در آن نقش داشته‌است می‌توان به مارکتا لازاروا و گوش اشاره کرد.